# Ulla Honkanen
Ulla Birgitta Honkanen, född den 18 november 1948 i Helsingfors, Finland, är en finländsk kalligraf och stillebenmålare.
Ulla Honkanen bedrev handskriftsforskning i Sponza Palatset, Dubrovnik, 1982 och anslöt sig till Suomiart som kalligraf, men utbildade sig sedan i måleri och tog privatlektioner hos konstnären Åke Arph.
Hon är sedan 2005 ordförande i Sverigefinska Bildkonstnärernas Förening Suomiart, som firar 40-årsjubileum 2017. Hon 
Hon är bosatt i Sundbybergs kommun i Stockholms län.
Ulla Honkanen har offentliga verk i Sundbybergs stadshus, Eskilstuna stadshus, Frans Michael Franzén auditorium, Haparanda, Kontorshotellet Nybroviken, Stockholm samt i Hevitz kommun, Ungern.

## Medlemskap och Utställningar i urval

### Jurybedömda utställningar
- Konstfrämjandet Sörmland, Eskilstuna, 2019
- Affordable Art Fair, Stockholm, 2018
- Galleri Sjöhästen, Nyköping, 2018
- Virsbo Konsthall, Virsbo, 2016
- Sigtuna Kulturgård, Sigtuna, 2016
- Finlandsinstitutets galleri, kulturmässa, Stockholm, 2013, 2014, 2016, 2018, 2019
- Galleri Cupido, Stockholm, 2011, 2017
- Hangö Stadshusgalleri, Hangö, Finland, 2010
- Piippocenter, Lembois, Finland, 2008
- Ebeling konstmuseum, Torshälla, 2007
- Väsby konsthall, Upplands Väsby, 2004, 1998
- Galleri Kretsen, Södertälje, 2000
- Väsby Konsthall, Höstsalongen, Upplands Väsby, 1999
- Hässelby slott, Gallerie Plaisiren, Stockholm, 1997, 2007

### Separatutställningar
- Konsthallen, Stockholm, 2020
- Konstväggen, kirjakulttuuri.se, Stockholm, 2018, 2022
- Galleri Signalen, Sundbyberg, 2017, 2022
- Scotia Lipid Teknik, konstförening, 2000
- Ulriksdals slottsgalleri, Solna, 1999
- Väsby konsthall, Upplands Väsby, 1999

### Fåmansutställningar, urval
- Stadshotellet, Västerås, 2019
- Tekniska nämndhuset, Stockholm, 1999, 2009, 2018
- Cinderella, Östersjön, 2017
- Gamla Filmstaden, Backstugan, Solna, 2010
- Suomi Galleri, Stockholm, 2007
- Galleri C M Bellman, Stockholm, 2001, 1997
- Galleri Panorama Art, Stockholm, 2000
- Galleri Vingen, Solna, 1999
- City Art Gallery, Stockholm, 1998
- Galleri Back, Stockholm, 1998

### Samlingsutställningar
- Galleri Perspektivet, Ekenäs, Finland, 2019
- Galleri Cupido, Stockholm, 217
- Galleri Gillet, Norrtälje, 2017
- Gamla Rådhusgalleriet, Södertälje, 2016
- Midsommargården, Stockholm, 2011
- Galleri Form och Färg, Eskilstuna, 2009
- Zalaegerszeg Kulturcentrum, Ungern, 2007

## Kalligrafiska verk
- Vexillologi, Lions Stockholm
- Diplom, IT WORLD PRICE 1997
- Diplom, Axel Gottlund pris, 2002, 2003
- Diplom, Sverigefinska Minoriteskommun, 2010-2022
- Diplom, Sverigefinska Språkpriset, 2015-2021
- Monoritetsförklaring enligt Sverigefinska samrådsdagars resolution 1992, överlämnat till Finlands president Mauno Koivisto
- Förslag till Finlands president Martti Ahtisaaris vapensköld enligt komposition av f m Leif Tengström.